# Pego
Pego es un municipio y una ciudad de la Comunidad Valenciana, España. Está situado en el noreste de la provincia de Alicante, en el límite con la provincia de Valencia, en la comarca de la Marina Alta. Cuenta con una población de 10 632 habitantes (INE 2024).

## Geografía

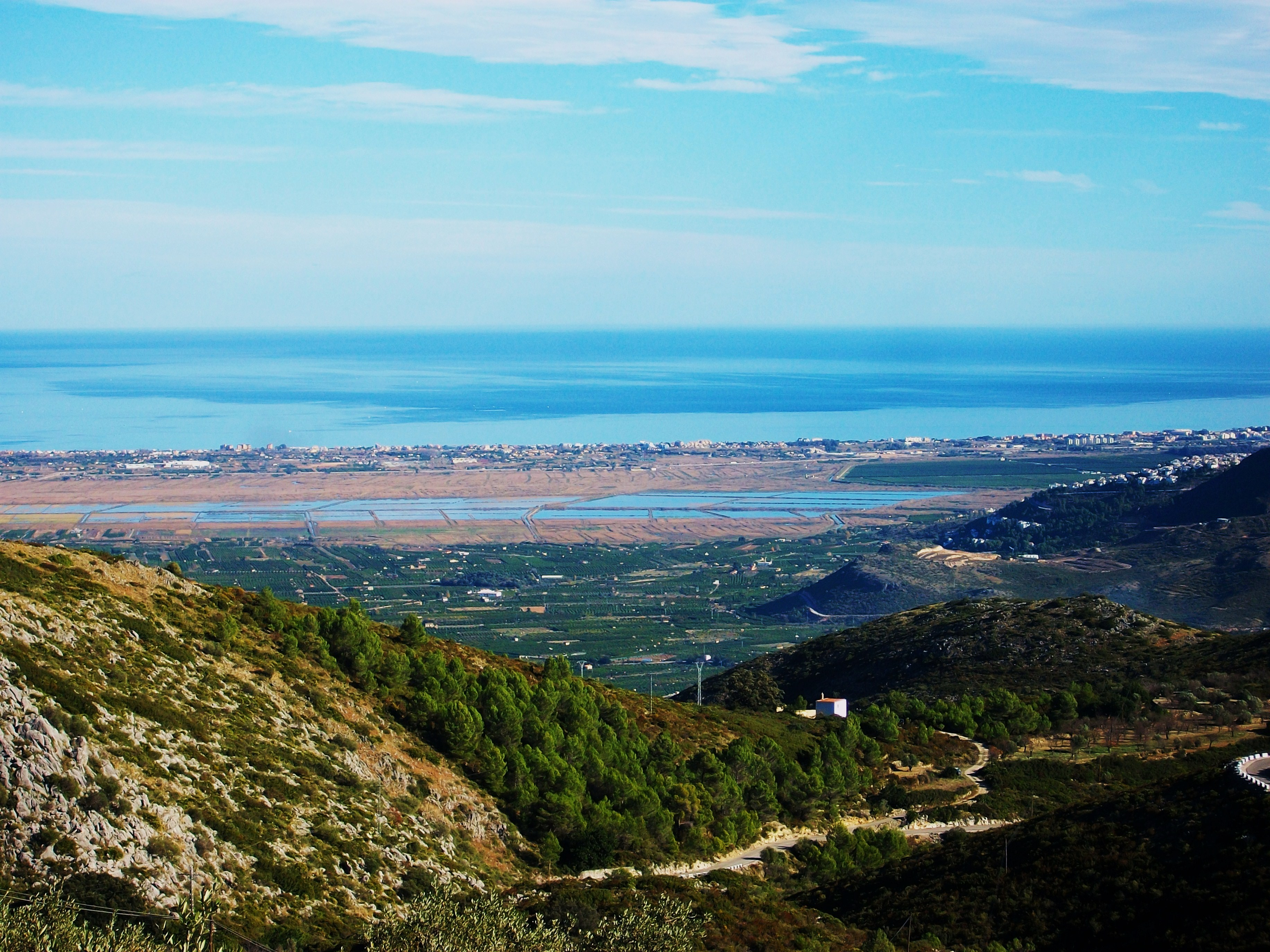
Vista de la marjal de Pego

El Valle de Pego está compuesto por los municipios de Pego y de Adsubia. Constituye una clara unidad física y humana situada en el centro norte de la comarca La Marina Alta, al borde de la provincia de Valencia. Es una gran depresión rodeada de montañas, a excepción de la zona de levante donde hay una formación de albufera, marjal y el cordón arenoso de Les Deveses. De entre los montes del término destaca, con 729 m, el Xillibre. Se accede a esta localidad por carretera, desde Alicante, a través de la N-332 tomando luego la CV-700. Dos autobuses diarios conectan esta localidad con Oliva y Gandía.
Pego limita con los términos municipales de Adsubia, Denia, Orba, Ráfol de Almunia, Sagra, Tormos, Vall de Ebo y Oliva, este último perteneciente a la provincia de Valencia.

## Historia
Durante el Paleolítico constituía una bahía marítima dedicada a la pesca de mar. En el Neolítico se produce el último ascenso eurástico y el cerramiento de la albufera.
En la Edad de Bronce tiene lugar una gran actividad pesquera y marítima en la costa, y se tienen conocimientos de diversos asentamientos dentro de la albufera, todos dedicados a la pesca.
Durante la época romana se producen asentamientos alrededor de la albufera al pie de las sierras próximas.
Ocupado el valle de Pego por los musulmanes alrededor del año 726, fue un importante enclave agrícola, explotado por una decena de alquerías, que posteriormente formaría parte de la taifa de Denia.
Conquistado el valle y el castillo de Pego (actualmente, el Castillo de Ambra) en 1244 por las tropas de Jaime I de Aragón mediante un pacto con Al-Azraq, tras ser sofocada la rebelión de la población mudéjar del valle en 1258 el castillo y su término fueron entregadas al infante Pedro, que intentó la repoblación con campesinos catalanes y crearía la baronía de Pego en 1262. Se sucedieron varias cartas puebla —conservadas en el Archivo de la Corona de Aragón— que fracasaron en el intento de crear de nueva planta una villa fortificada poblada exclusivamente por cristianos. Finalmente a finales del s. XIII, por fin, se consiguió la creación de la villa de Pego, sobre el emplazamiento de la antigua alquería andalusí de Uixola, que había sido abandonada por los mudéjares después de la fracasada rebelión. La nueva población tomó el nombre del castillo andalusí, que fue inutilizado militarmente, el cual, a su vez lo había tomado del valle. Con posterioridad pasaría a manos de diversos miembros de la casa real y a importantes linajes de la nobleza valenciana.
Hacia finales del siglo XIII, se entrega la "Carta de Poblamiento" de Pedro III, por la cual se le da a la justicia y juzgados de Pego los privilegios de establecer campos, construir acequias, dehesas, aprovechamiento de las aguas, pesca y pastoreo. En 1403, Martín I, proscribe el cultivo de arroz de hecho y se intenta regular el cultivo en todas las zonas pantanosas. Entre 1495 y 1699, tienen lugar numerosos pleitos contra los condes de Oliva, duque de Gandía y marqués de Denia por defender los derechos de pesca, estancar y arrendar el agua, así como establecer campos, "malladas" y transformarlas en cultivos. Tras la expulsión de los moriscos (1609) –lo que provocó un conato de rebelión–, Pego quedó prácticamente despoblada y tardaría en recuperarse.
Ya en el siglo XVII, se producen las primeras colonizaciones en la parte del Molinell, y se crea jurisprudencia respecto a la caza y pesca. A finales del siglo XVIII, comienza la colonización de determinadas zonas de marjal, comenzando la formación de acequias de desagües en las partes más externas. Aún no aparece el cultivo del arroz, pero los terratenientes ya comienzan a mostrar su interés por este cultivo en la marjal.
Durante la Guerra de Sucesión la villa de Pego se declaró partidaria del archiduque Carlos, pero su señor, el duque de Gandía que era un decidido felipista colaboró para que las tropas de Felipe V la ocuparan por largo tiempo, convirtiéndola en una importante base de operaciones desde la cual atacar Denia y atajar la posibilidad de unir los dos núcleos resistentes maulets: Alcoy en el interior y Denia en la costa, motivo por el que le sería otorgado el título de 'Muy Noble Villa'.

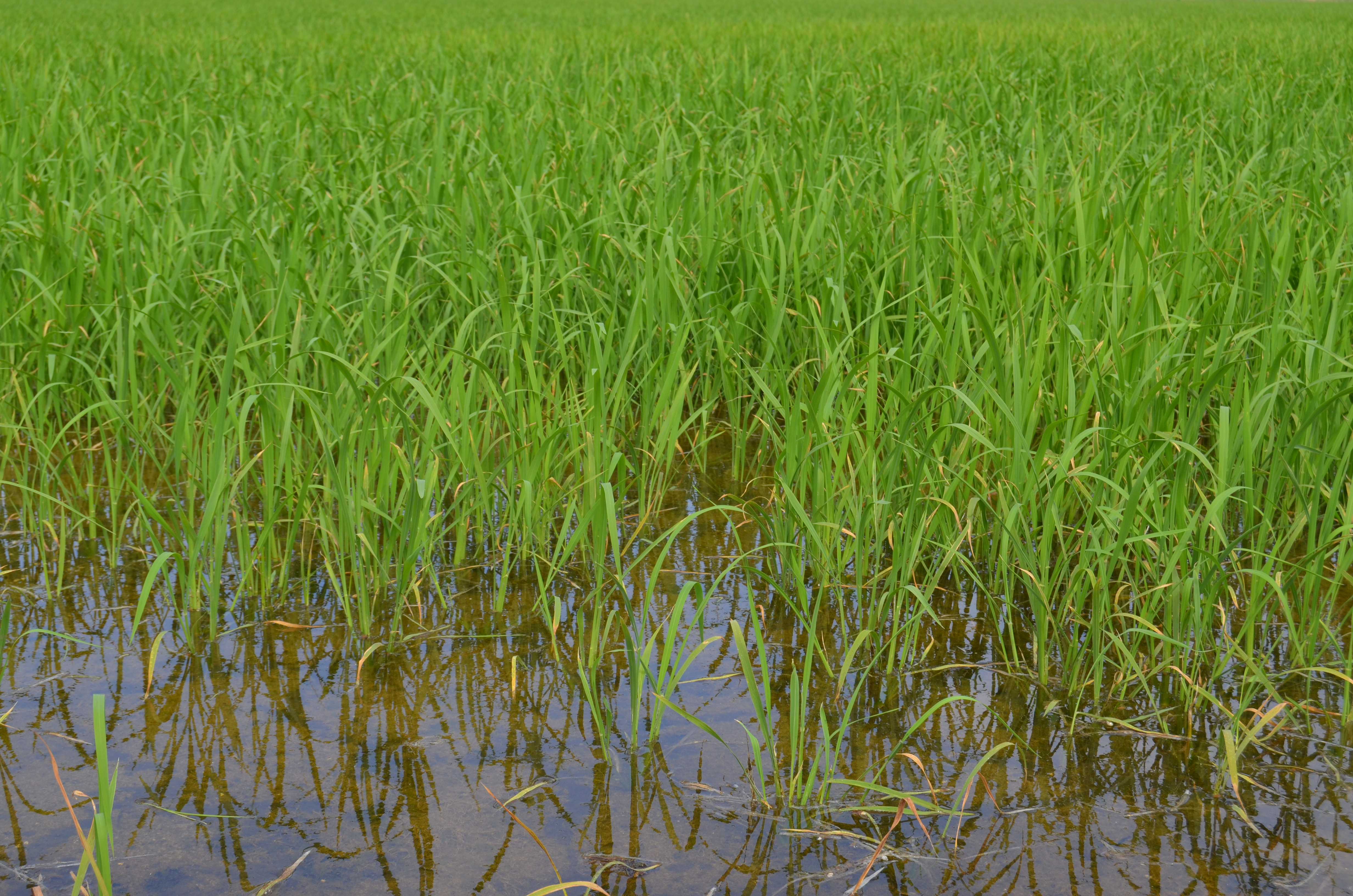
Cultivo del arroz en la Marjal de Pego-Oliva

En 1797 se dicta sentencia, diciendo que el duque de Gandía no tenía derecho en los ríos de arrendar ni estancar el derecho de pesca. En 1805 por Real Orden se amplían los cotos arroceros, lo cual supone el enraizamiento del cultivo del arroz en todas las zonas húmedas del litoral mediterráneo. Entre 1820 y 1840 se transforman algunos campos de las dehesas para el cultivo de regadíos. El resto se mantendrá virgen. Durante este período los labradores se desplazan a los arrozales ya establecidos en la zona de la ribera, para cultivar arroz.
En 1848 se hace el mayor proyecto de reconversión de la zona húmeda a cargo de algunas familias adineradas de Pego. Entra el cultivo del arroz en la marjal, creándose en 1851 el coto arrocero de Oliva. A nivel general, la expansión del arroz de finales del siglo XIX, es consecuencia de la crisis de otros cultivos. Entre 1860 y 1880 continúan transformándose campos en la zona de restinga, disminuyendo las zonas vírgenes, pero ya en 1886 la superficie cultivada de arroz era de 3432 hanegadas, quedando las partes más profundas y aquellas tierras más turbosas.
A principios del siglo XX, se produce una ligera expansión del cultivo del arroz pasando de 382 hectáreas, en 1901 a 452 hectáreas en 1912. En 1916, se crea la Comunidad de Regantes de las tierras arrozales. Siendo la época dorada del cultivo entre los años 1920 y 1930, superando las 557 hectáreas en 1929.
La crisis económica mundial provocó una reducción del cultivo, en 1934, pero es al final de la guerra civil española y sobre todo durante la posguerra cuando se llega a la máxima superficie cultivada, 900 hectáreas en 1945.
A finales de los años 80 del siglo XX, Disney estuvo a punto de construir Eurodisney en el Marjal, aunque fue finalmente construida en París.

## Demografía
Pego cuenta con una población de 10 632 habitantes (INE 2024).
| Gráfica de evolución demográfica de Pego entre 1842 y 2021                                                          |
| |
| Población de derecho según los censos de población del INE Población de hecho según los censos de población del INE |

## Economía

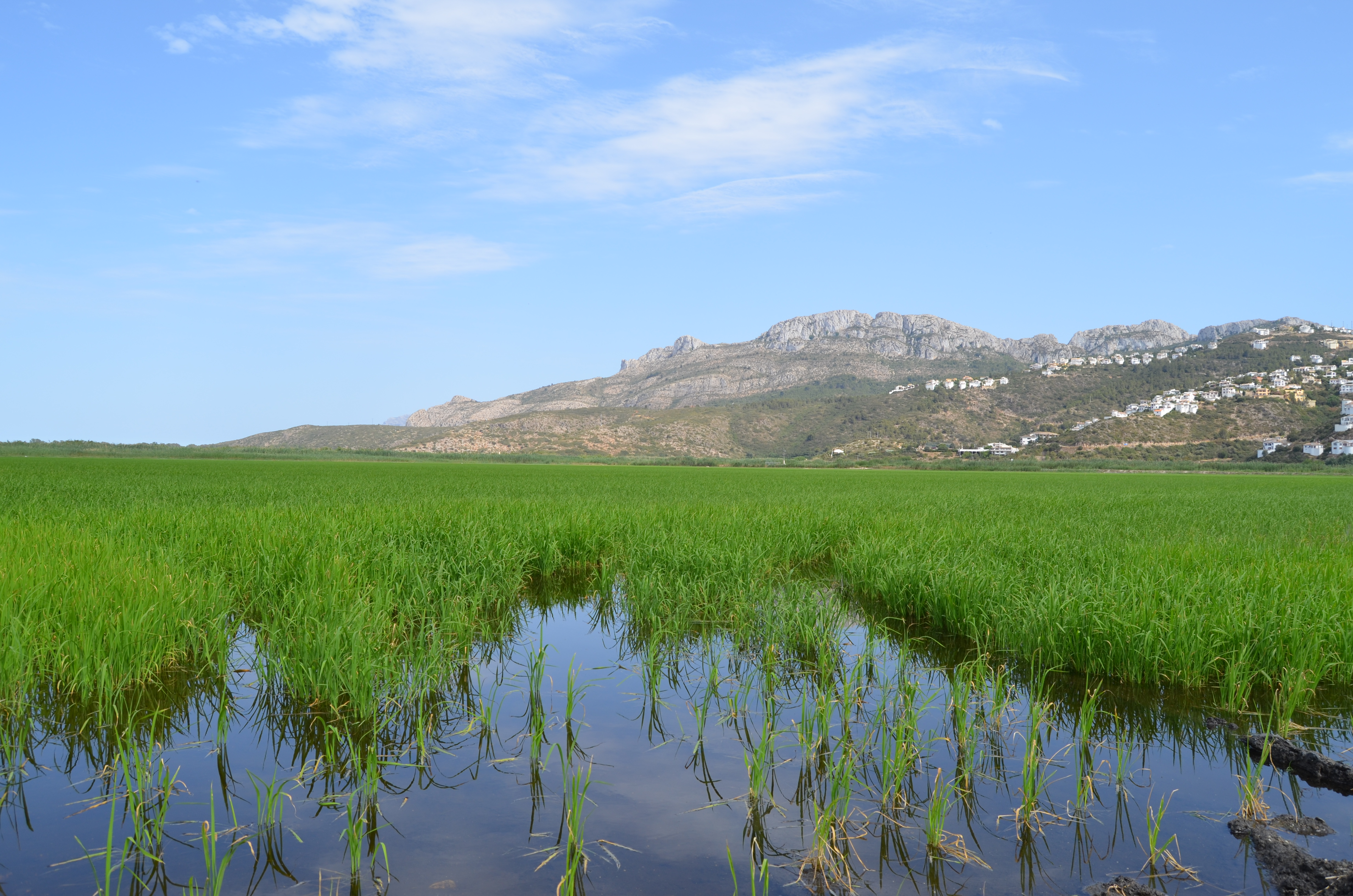
El cultivo del arroz es uno de los pilares de la economía de la localidad

Su economía descansa en la agricultura de regadío, concretamente en la citricultura y en el cultivo del arroz en la zona de marjal, si bien es cierto que sus servicios se proyectan fuera de la población.

## Administración y política
| Periodo   | Nombre                                          | Partido                          |
| --------- | ----------------------------------------------- | -------------------------------- |
| 1979-1983 | Vicente Gilabert Miralles                       | PSPV-PSOE                        |
| 1983-1987 | Fernando Alemany Ortolà                         | PSPV-PSOE                        |
| 1987-1991 | Fernando Alemany Ortolà                         | PSPV-PSOE                        |
| 1991-1995 | Just Antoni Piera Sendra                        | PSPV-PSOE                        |
| 1995-1999 | Carlos Pascual Sastre                           | Unió Valenciana                  |
| 1999-2003 | Carlos Pascual Sastre                           | Iniciativa Independent           |
| 2003-2007 | José Carmelo Ortolà Siscar                      | PP                               |
| 2007-2011 | José Carmelo Ortolà Siscar                      | Ciudadanos de Pego - CtPg-I      |
| 2011-2015 | José Carmelo Ortolà Siscar Enrique Moll Briones | Ciudadanos de Pego - CtPg-I PSOE |
| 2015-2019 | Enrique Moll Briones                            | PSPV-PSOE                        |
| 2019-2023 | Enrique Moll Briones                            | PSPV-PSOE                        |
| 2023-act. | Enrique Moll Briones                            | PSPV-PSOE                        |

## Patrimonio histórico-artístico

### Arqueología: castillos y murallas
- Casco Antiguo. Se puede observar su trazado medieval y los restos de la muralla. El origen de las murallas de Pego es indiscutiblemente cristiano medieval conociéndose numerosas referencias textuales a la creación de la villa y a sus murallas que no se hallaban terminadas a principios del siglo XIV. De la anterior alquería de Uixola, situada en el mismo emplazamiento, no queda ni rastro, ya que sólo se conocen arqueológicamente restos del cementerio islámico extramuros -Actual C/ Mayor. El recinto poseía hasta 16 torres. Todo este nuevo conjunto sería destruido parece que parcialmente durante la Guerra de Sucesión, desapareciendo definitivamente poco después. Los restos actuales consisten en varios lienzos, incorporados casi siempre a otras construcciones. Destaca el llamado 'Portal de Sala', uno de los accesos de la primitiva muralla. Se abre en el número 20 de la calle San Agustín. Quedan junto a él restos visibles de lo que fue la torre anexa cuadrada que defendía la entrada
- Castillo de Ambra. Es uno de tantos castillos islámicos del territorio valenciano que sirvieron como lugares habitados y/o refugio a cargo de las comunidades rurales, con un carácter no feudal, y que fueron objeto de transformación y destrucción después de la conquista. Los historiadores antiguos databan la construcción del castillo entre los siglos IX-XI, pero las últimas investigaciones y excavaciones la datan a principios del siglo XIII. Las ruinas del castillo se hallan en una colina al suroeste de la población, siguiendo la carretera comarcal 3318 en dirección a la Vall de Ebo, sobre una cresta rocosa a 264 m sobre el nivel del mar: su construcción se adapta perfectamente a la abrupta orografía de la montaña de Ambra. El castillo no participó activamente en la conquista cristiana de la zona, pero tuvo importancia en las posteriores revueltas mudéjares capitaneadas por Al-Azraq, quien lo perdió tras su sublevación. Posteriormente su propiedad pasaría a la de la villa de Pego. Aunque actualmente en ruinas, se aprecia gran parte de su recinto amurallado, destacando los sólidos torreones cúbicos de sus esquinas, que son los que mejor se han conservado.

Existen referencias documentales a otros dos castillos en el término de Pego: el «Castillo de Favara» y el «Castillo de Benumea», que toman su nombre de las partidas del término donde se hallaban. Aunque se conoce su ubicación aproximada, apenas se han encontrado restos significativos de los mismos.
- Yacimientos arqueológicos. El término municipal de Pego está lleno de restos arqueológicos que nos dicen de esta manera que el hombre desde la antigüedad ha vivido en este valle beneficiado por el monte, la proximidad del Mediterráneo y la abundancia de agua. En Ambra se encuentran restos de cerámica neolítica, al igual que en la Muntañeta Verde y, los montes del Bullentó. En las postrimerías del Paleolítico y también durante el Neolítico encontramos hábitats en cueva en algunas de las montañas pegolinas:
  - Cueva del Asno: Se trata de un hábitat en cueva y se debería practicar en ella también los enterramientos.
  - Cueva del Chical o Potastenc.
  - Cueva Negra. Con una majestuosa boca de entrada orientadas hacia el este.
  - El Llano. Este yacimiento fue descubierto a principio de los años 80 del pasado siglo y se trata de un despoblado de la Edad de Bronce (4000-2000 a. C.) donde vivieron cazaron y pescaron antiguos pobladores, defendidos por una pequeña muralla circundante.

### Arquitectura civil
- Ayuntamiento (también, Casa Consistorial y Casa de la Villa).
- Antiguo Colegio Cervantes.
- Paseo Cervantes.
- Font dels Quatre Xorros.
- Casa de Cultura (Antiga Casa de Sala).
- Restos del Castillo de Ambra.
- Portal de Sala (Antigua puerta de la muralla).

### Arquitectura religiosa
- Capilla del Ecce-Homo. De estilo barroco, realizada en el siglo XVIII por el arquitecto valenciano Fray Francisco Cabezas, cabe destacar la planta octogonal coronada con una cúpula de tejas vidriadas de color azul y el campanario de sección triangular. En su interior se encuentran esculturas de gran valor y belleza como la del Stmo. Ecce-Homo, patrón de la población, que data del siglo XVII, siendo de autor desconocido (según la tradición, fue realizada por dos "ángeles divinos" que se aparecieron como dos peregrinos) Pertenece a la parroquia de la Asunción.
- Ermita de San Miguel, del siglo XVI, construida sobre una antigua sinagoga. Se conservan en ella una Inmaculada del siglo XVIII y un lienzo de San Miguel del siglo XVII
- Capilla de San Lorenzo.
- Convento de los PP. Franciscanos - Parroquia de la Sagrada Familia.
- Ermita de San Antonio, ermita de conquista, de culto morisco, gótica, datada en el siglo XVI, en el que destaca su retablo..
- Ermita de San Joaquín, privada, al final del Calvario, de 1760, con lienzos interesantes y antiguos.
- Ermita de San José, de 1677, restaurada en el siglo XIX.
- Ermita de San Juan, privada.
- Ermita de San Sebastián, antigua parroquia de Benumeia, del siglo XVII, de estilo colonial, casi derruida. Se conservan sus archivos parroquiales en Atzúbia, que junto con esta dependían de la parroquia de San Pedro de Favara, edificio ya inexistente, situado a la actual entrada de la población (Carretera de Denia CV-700).
- Iglesia Arciprestal de la Asunción de Nuestra Señora. De estilo renacentista, construida en el siglo XVI sobre las ruinas de otra iglesia más pequeña, realizada a su vez sobre los restos de la mezquita de Uxola. Conserva piezas artísticas de gran interés regional y nacional, entre ellas, el retablo de la Virgen de la Esperanza (del siglo XV), la doble Verónica (del XIV), la Cruz Procesional (del XV), el crucifijo de la Sacristía, la imagen del Santísimo Cristo de la Providencia, así como numerosas piezas de orfebrería. El actual retablo del altar mayor, así como la pintura de toda la iglesia es del valenciano R. Cardells y es de después de la guerra civil española, pintado hacia 1950. También es de destacar la conservación completa del archivo parroquial, que se conserva desde el alrededor del 1500.
- Asimismo, existen capillas y retablos de cerámica en todas las calles de la población cuyo nombre lleva asociado a un santo, como es el caso de la Calle Santo Domingo, San Agustín, San Luis, Santa Bárbara, Santos Médicos, San Buenaventura, Ntra. Sra. de la Paz (C/ La Paz) etc., así como otros retablos devocionales al Stmo. Ecce-Homo, la Virgen de los Desamparados, etc., algunos de finales del siglo XVIII. Hay catalogados un total de 68 retablos cerámicos, en el que destacan los del Calvario, de 1770, y un total de 11 capillas con imágenes, la más antigua, del siglo XVII

### Museos
- Museo de Arte Contemporáneo de Pego. Inaugurado en 1991. Está principalmente constituido por las obras premiadas en un «Certamen de Pintura Local» realizada anualmente desde 1976.
- Museo etnológico. Situado en la segunda planta de la Casa de la Cultura. La exposición recorre a través de herramientas y paneles el tradicional cultivo del arroz en el Marjal.

## Patrimonio natural

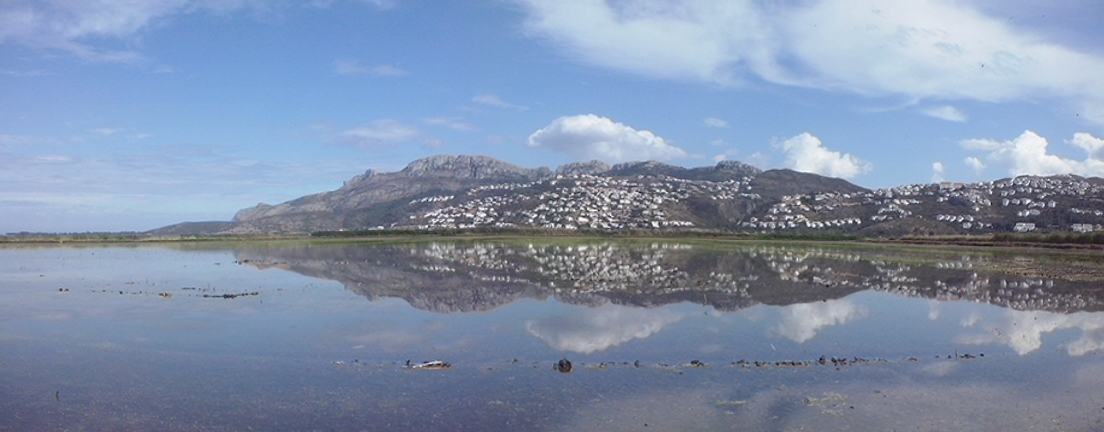
Marjal

- Parque Natural de la Marjal de Pego-Oliva. La Marjal de Pego-Oliva se sitúa en el litoral del valle de Pego, entre los conos aluviales de los ríos Gallinera y Girona. El valle de Pego queda enmarcado en forma de herradura por las sierras de Mostalla y Segaria, que conforman sendos acuíferos cársticos la descarga de los cuales en forma de "ullals" (manantiales), forman los ríos Bullent-Vedat y Racons-Molinell, los cuales enmarcan la zona húmeda, al norte y sur respectivamente. La Marjal es una antigua albufera en estado avanzado de colmatación, atravesada por multitud de acequias, resultado del cultivo del arroz que se ha mantenido hasta la época actual. Tratándose por lo tanto de un ecosistema altamente transformado por el hombre.

## Cultura

### Gastronomía
De entre los platos típicos de la marjal de Pego destacan las "Cocas escaldadas con gamba", especialmente el "Arroz con costra", el "Arroz con alubias y acelgas", la "Paella de anguila y pato", el "Puchero" y el "All i pebre". También destacan los "Figatells".

### Fiestas
- San Antonio Abad. Las fiestas comienzan con el "Porrat de San Antonio", el día 17 de enero. Aún se mantiene la ancestral tradición de bendecir a los animales dando tres vueltas alrededor de la ermita.
- Bajada del Río Bullent. El sábado antes de Carnaval se celebra "La Bajada del Río Bullent". Es una fiesta que lleva 22 ediciones y es un día donde el pueblo se une para realizar una peculiar "carrera". Los participantes realizan sus propias embarcaciones haciendo gala de una gran originalidad y destreza.
- Carnaval. Los Carnavales de Pego son realmente especiales, el pueblo se transforma, se envuelve en una magia que no pasa desapercibida para nadie. En ocasiones, la población ha llegado a quintuplicarse para celebrar la noche de Carnaval.
- Día de la costra. Fiesta gastronómica del municipio de Pego, en el que la gente de la población se junta para deleitar dicho manjar gastronómico típico de Pego.
- Piñata. La Piñata (o Entierro de la Sardina) es una fiesta consecutiva al Carnaval, y consiste en que la gente se viste completamente de negro y desfila por las calles siguiendo un itinerario predefinido. Cada grupo de gente construye una Sardina de cartón, corcho y/o madera, que termina quemada al final del pasacalle en una hoguera.
- Fallas. Las Fallas es la fiesta de los valencianos. En Pego hay tres fallas que son: la Falla la Font, la Falla Plaça i Natzarè y la Falla del Convent.
- Semana Santa. En la actualidad, además de los actos litúrgicos, la Semana Santa de Pego cuenta con diversas procesiones en que salen nueve pasos o imágenes, que por orden acostumbrado en la jerarquía procesional es el siguiente: Cruz de las Insignias, Oración del Huerto, Cristo de la Columna, Ecce homo, Jesús de Medinaceli, Virgen de los Dolores, Jesús Nazareno, Verónica, y Cristo de la Providencia. Es de destacar la celebración que se conserva de una fiesta que en la mayoría de pueblos se ha perdido, y más en pueblos de la envergadura de este, que es la celebración de la Salpassa,[5] que consiste en la bendición de las familias de la localidad por parte del clero, al terminar la Cuaresma -tradicionalmente el Miércoles santo, aunque, el término actual de la Cuaresma sea el Jueves-. Los sacerdotes de ambas parroquias, ayudados por otros sacerdotes, visitan casa por casa toda la localidad, bendiciendo a las familias e invitándoles a celebrar el Triduo Pascual. Es un acto que tiene gran tradición y seguimiento, incluso aunque la gente no esté en casa, pide la bendición al sacerdote al encontrárselo por la calle.
- Fiestas patronales y de moros y cristianos o "La Fira" (Feria). Es la fiesta grande por excelencia, dedicada al patrón de la localidad el Santísimo Ecce-Homo, cuya solemnidad es el miércoles posterior al último domingo de junio (día de "la Sang", o de la Preciosísima Sangre de Cristo), aunque ha variado su fecha a lo largo de la historia, según su celebración litúrgica. El fin de semana anterior, y desde 1969 los tradicionales en tantos pueblos desfiles de Moros y Cristianos, que actualmente cuentan con 13 "filaes" de las cuales 7 son cristianas y 6 moras, con numeroso éxito de público, recientemente declarados de interés turístico provincial. El lunes siguiente los mayores celebran a su patrón, San Joaquín, en una fiesta recién reinstaurada y organizada por el C.E.A.M. de Pego. Los días siguientes se centran en el patrón, con el traslado a la Iglesia arciprestal para la celebración de la Santa Misa en la mañana siguiente, que siempre cuenta con la colaboración de los matrimonios de plata y oro, y la solemne procesión a la tarde, en que participan todos los representantes de distintas fiestas, cofradías, fallas, niños de comunión, etc., siendo un verdadero exponente de la unidad en el stmo. Ecce-Homo de todos los vecinos y organizaciones del pueblo. La fiesta termina a las 00:00, con el tradicional y espectacular castillo de fuegos artificiales.

## Medios de Comunicación
- Radio municipal: Radio Pego 107.8 Fm.